# Colonia Morelos (Guanajuato)
Colonia Morelos es una localidad del estado mexicano de Guanajuato. Es parte del municipio de Pénjamo.

## Toponimia
El nombre de la localidad rinde homenaje a José María Morelos, héroe de la Independencia de México.

## Demografía
| Gráfica de evolución demográfica |
|                                  |

| Censo | Población |
| ----- | --------- |
| 1940  | 250       |
| 1950  | 432       |
| 1960  | 556       |
| 1970  | 753       |
| 1980  | 798       |
| 1990  | 871       |
| 2000  | 1 051     |
| 2010  | 1 102     |
| 2020  | 1 142     |